# Saison 2022 de Super Rugby
Navigation
Super Rugby 2021 Super Rugby 2023
La saison 2022 de Super Rugby est la vingt-septième édition de cette compétition de rugby à XV. Disputée par douze franchises, cinq d'Australie, six de Nouvelle-Zélande et une des Fidji, à la suite d'un remaniement du format et des équipes participantes, il s'agit de la première édition organisée sous le nom Super Rugby Pacific.
La nouveauté est le passage de dix à douze équipes, entraînée par l'arrivée des Moana Pasifika, basés en Nouvelle-Zélande mais représentant les îles du Pacifique, et les Fijian Drua fidjiens. La compétition n'est plus disputée en conférence ou poules géographiques comme les années précédentes, mais possède désormais un classement unique.

## Organisation
Par rapport à la saison précédente, le format de la compétition est réorganisé, avec un passage de dix à douze équipes, et le nom est changé pour devenir Super Rugby Pacific. La première des deux nouvelles franchises est les Moana Pasifika, affiliée à la fédération néo-zélandaise et basée à Auckland, et qui a pour but de représenter les nations du Pacifique, particulièrement les Samoa et Tonga,. La seconde est la franchise fidjienne des Fijian Drua, qui a auparavant disputé le championnat national australien.
La compétition se déroule cette fois-ci en une seule phase de poule, unique aux douze franchises. La saison régulière se déroule sur quinze journées, avant des phases finales se faisant affronter les huit premiers du classement. L'équipe la mieux classée recevant alors systématiquement.

## Franchises participantes
La compétition oppose douze franchises issues d'Australie, de Nouvelle-Zélande et des Fidji. Chaque franchise représente une aire géographique.
| Nom              | Pays             | Ville           | Stade                        | Entraîneur       | Capitaine       |
| ---------------- | ---------------- | --------------- | ---------------------------- | ---------------- | --------------- |
| Blues            | Nouvelle-Zélande | Auckland        | Eden Park                    | Leon MacDonald   | Dalton Papali'i |
| Brumbies         | Australie        | Canberra        | Canberra Stadium             | Dan McKellar     | Allan Alaalatoa |
| Chiefs           | Nouvelle-Zélande | Hamilton        | Waikato Stadium              | Clayton McMillan | Sam Cane        |
| Crusaders        | Nouvelle-Zélande | Christchurch    | Rugby League Park            | Scott Robertson  | Scott Barrett   |
| Fijian Drua      | Fidji            | Suva Parramatta | ANZ Stadium Bankwest Stadium | Mick Byrne       | Nemani Nagusa   |
| Highlanders      | Nouvelle-Zélande | Dunedin         | Forsyth Barr Stadium         | Tony Brown       | Aaron Smith     |
| Hurricanes       | Nouvelle-Zélande | Wellington      | Westpac Stadium              | Jason Holland    | Ardie Savea     |
| Melbourne Rebels | Australie        | Melbourne       | AAMI Park                    | Kevin Foote      | Michael Wells   |
| Moana Pasifika   | Nouvelle-Zélande | Auckland        | Mount Smart Stadium          | Aaron Mauger     | Sekope Kepu     |
| Queensland Reds  | Australie        | Brisbane        | Suncorp Stadium              | Brad Thorn       | Liam Wright     |
| Waratahs         | Australie        | Sydney          | Sydney Football Stadium      | Darren Coleman   | Jake Gordon     |
| Western Force    | Australie        | Perth           | Perth Oval                   | Tim Sampson      | Feleti Kaitu'u  |

## La compétition

### Classement phase régulière
| Rang | Franchise        | J  | V  | N | D  | Bo | Bd | Pm  | Pe  | Diff | Pts |
| ---- | ---------------- | -- | -- | - | -- | -- | -- | --- | --- | ---- | --- |
| 1    | Blues            | 14 | 13 | 0 | 1  | 5  | 1  | 472 | 284 | +188 | 58  |
| 2    | Crusaders        | 14 | 11 | 0 | 3  | 5  | 3  | 470 | 268 | +202 | 52  |
| 3    | Chiefs           | 14 | 10 | 0 | 4  | 4  | 1  | 453 | 348 | +105 | 45  |
| 4    | Brumbies         | 14 | 10 | 0 | 4  | 3  | 1  | 404 | 306 | +98  | 44  |
| 5    | Hurricanes       | 14 | 8  | 0 | 6  | 3  | 4  | 441 | 330 | +111 | 39  |
| 6    | Waratahs         | 14 | 8  | 0 | 6  | 2  | 4  | 365 | 317 | +48  | 38  |
| 7    | Queensland Reds  | 14 | 8  | 0 | 6  | 1  | 2  | 342 | 327 | +15  | 35  |
| 8    | Highlanders      | 14 | 4  | 0 | 10 | 2  | 5  | 348 | 345 | +3   | 23  |
| 9    | Western Force    | 14 | 4  | 0 | 10 | 2  | 5  | 326 | 443 | -117 | 23  |
| 10   | Melbourne Rebels | 14 | 4  | 0 | 10 | 0  | 4  | 320 | 469 | -149 | 20  |
| 11   | Fijian Drua      | 14 | 2  | 0 | 12 | 0  | 4  | 261 | 518 | -257 | 12  |
| 12   | Moana Pasifika   | 14 | 2  | 0 | 12 | 0  | 2  | 267 | 514 | -247 | 10  |

Attribution des points : victoire : 4, match nul : 2, défaite : 0 ; plus les bonus (offensif : 3 essais de plus que l'adversaire ; défensif : défaite par 7 points d'écart ou moins).

### Résultats détaillés
Les points marqués par chaque équipe sont inscrits dans les colonnes centrales (3-4) alors que les essais marqués sont donnés dans les colonnes latérales (1-6). Les points de bonus sont symbolisés par une bordure bleue pour les bonus offensifs (trois essais de plus que l'adversaire), orange pour les bonus défensifs (défaite par moins de sept points d'écart), rouge si les deux bonus sont cumulés.

### Phase finale
|  | Quarts de finale | Quarts de finale |           |    | Demi-finales | Demi-finales |  |  | Finale | Finale |
|  | Quarts de finale | Quarts de finale |           |    | Demi-finales | Demi-finales |  |  | Finale | Finale |
|  |                  |                  |           |    |              |              |  |  |        |        |
|  |                  |                  |           |    |              |              |  |  |        |        |
|  |                  |                  |           |    |              |              |  |  |        |        |
|  | Crusaders        | 37               |           |    |              |              |  |  |        |        |
|  | Crusaders        | 37               |           |    |              |              |  |  |        |        |
|  | Reds             | 15               |           |    |              |              |  |  |        |        |
|  | Reds             | 15               | Crusaders | 20 |              |              |  |  |        |        |
|  |                  |                  | Crusaders | 20 |              |              |  |  |        |        |
|  |                  | Chiefs           | 7         |    |              |              |  |  |        |        |
|  | Chiefs           | Chiefs           | 7         | 39 |              |              |  |  |        |        |
|  | Chiefs           |                  |           | 39 |              |              |  |  |        |        |
|  | Waratahs         | 15               |           |    |              |              |  |  |        |        |
|  | Waratahs         | 15               | Crusaders | 21 |              |              |  |  |        |        |
|  |                  |                  | Crusaders | 21 |              |              |  |  |        |        |
|  |                  | Blues            | 7         |    |              |              |  |  |        |        |
|  | Blues            | Blues            | 7         | 35 |              |              |  |  |        |        |
|  | Blues            |                  |           | 35 |              |              |  |  |        |        |
|  | Highlanders      | 6                |           |    |              |              |  |  |        |        |
|  | Highlanders      | 6                | Blues     | 20 |              |              |  |  |        |        |
|  |                  |                  | Blues     | 20 |              |              |  |  |        |        |
|  |                  | Brumbies         | 19        |    |              |              |  |  |        |        |
|  | Brumbies         | Brumbies         | 19        | 35 |              |              |  |  |        |        |
|  | Brumbies         |                  |           | 35 |              |              |  |  |        |        |
|  | Hurricanes       | 25               |           |    |              |              |  |  |        |        |
|  | Hurricanes       | 25               |           |    |              |              |  |  |        |        |

#### Quarts de finale
| 3 juin 2022 | Crusaders | 37 - 15 (16 - 8) | Queensland Reds                                                                                               | Rugby League Park, Christchurch Arbitre : Brendon Pickerill |
| 3 juin 2022 | Essai(s) : Jordan (15e), Mo'unga (57e), Reece (65e), Williams (74e) Transformation(s) : Mo'unga 4 (16e, 58e, 66e, 76e) Pénalité(s) : Mo'unga 3 (10e, 32e, 39e) |                  | Essai(s) : Vunivalu (25e), Daugunu (43e) Transformation(s) : Creighton 1 (44e) Pénalité(s) : Creighton 1 (6e) | Rugby League Park, Christchurch Arbitre : Brendon Pickerill |
| 3 juin 2022 | |                  | | Rugby League Park, Christchurch Arbitre : Brendon Pickerill |

| 4 juin 2022 | Chiefs | 39 - 15 (27-10) | Waratahs                                                                                            | Waikato Stadium, Hamilton Arbitre : Nic Berry |
| 4 juin 2022 | Essai(s) : Weber 2 (6e, 64e), Jacobson (22e), Nankivell (34e), Sowakula (71e) Transformation(s) : Gatland 4 (7e, 23e, 36e, 72e) Pénalité(s) : Gatland 2 (3e,40e) |                 | Essai(s) : Pietsch (8e), Harris (46e) Transformation(s) : Edmed 1 (10e) Pénalité(s) : Edmed 1 (19e) | Waikato Stadium, Hamilton Arbitre : Nic Berry |
| 4 juin 2022 | |                 | | Waikato Stadium, Hamilton Arbitre : Nic Berry |

| 4 juin 2022 | Blues | 35 - 6 (14-3) | Highlanders                                                          | Eden Park, Auckland Arbitre : Angus Gardner |
| 4 juin 2022 | Essai(s) : A. Ioane (31e), Barrett2 (35e, 48e), Lam (59e), Tuivasa-Sheck (69e) Transformation(s) : Perofeta 5 (33e, 37e, 49e, 60e, 70e) |               | Pénalité(s) : Banks 2 (5e, 30e) · Carton(s) rouge(s) : Makalio 22e · | Eden Park, Auckland Arbitre : Angus Gardner |
| 4 juin 2022 | |               |                                                                      | Eden Park, Auckland Arbitre : Angus Gardner |

| 4 juin 2022 | Brumbies | 35 - 25 (15-22) | Hurricanes | Canberra Stadium, Canberra Arbitre : Nic Berry |
| 4 juin 2022 | Essai(s) : Fainga'a (25e), Simone (31e), Banks (64e), Wright (74e) · Transformation(s) : White 1 (33e), Lolesio 2 (66e, 76e) · Pénalité(s) : Lolesio 3 (8e, 48e, 61e) · Carton(s) rouge(s) : Ikitau 23e · |                 | Essai(s) : Moorby 2 (17e, 39e) · Pénalité(s) : Barrett 5 (4e, 11e, 23e, 35e, 42e) · Carton(s) jaune(s) : Franks 25e à 35e, Rayasi 71e à 80e · | Canberra Stadium, Canberra Arbitre : Nic Berry |
| 4 juin 2022 | |                 | | Canberra Stadium, Canberra Arbitre : Nic Berry |

#### Demi-finales
| 10 juin 2022 | Crusaders | 20 - 7 (20 - 7) | Chiefs                                                                                                  | Rugby League Park, Christchurch Arbitre : Nic Berry |
| 10 juin 2022 | Essai(s) : Grace 2 (23e, 35e) · Transformation(s) : Mo'unga 2 (25e, 37e) · Pénalité(s) : Mo'unga 2 (6e, 9e) · Carton(s) jaune(s) : Matera 20e à 30e · Carton(s) rouge(s) : Matera 32e · |                 | Essai(s) : Ta'avao (27e) · Transformation(s) : Gatland 1 (28e) · Carton(s) jaune(s) : Tupaea 8e à 18e · | Rugby League Park, Christchurch Arbitre : Nic Berry |
| 10 juin 2022 | |                 | | Rugby League Park, Christchurch Arbitre : Nic Berry |

| 11 juin 2022 | Blues | 20 - 19 (20-7) | Brumbies                                                                              | Eden Park, Auckland Arbitre : Ben O'Keeffe |
| 11 juin 2022 | Essai(s) : Sotutu (23e), Telea (34e) · Transformation(s) : Perofeta 2 (24e, 36e) · Pénalité(s) : Perofeta 2 (10e, 21e) · Carton(s) jaune(s) : Eklund 52e à 62e, Choat 75e à e · |                | Essai(s) : Simone (3e), Lonergan 2 (59e, 76e) Transformation(s) : Lolesio 2 (4e, 78e) | Eden Park, Auckland Arbitre : Ben O'Keeffe |
| 11 juin 2022 | |                |                                                                                       | Eden Park, Auckland Arbitre : Ben O'Keeffe |

#### Finale
(mt : 13 - 0)
Points marqués
- Blues :  1 essai de Christie (58e), 1 transformation de Perofeta (60e).
- Crusaders : 2e essais de Hall (40e) et Reece (76e), 1 transformation de Mo'unga (40e), 2 pénalités de Mo'unga (30e, 46e), 1 drop de Mo'unga (13e).

Évolution du score : 0-3, 0-6, 0-13, mt, 0-16, 7-16, 7-21.
Arbitre :  Ben O'Keeffe
Résumé
| Blues Titulaires Stephen Perofeta 15 AJ Lam 14 Rieko Ioane 13 Roger Tuivasa-Sheck 12 Mark Telea 11 Beauden Barrett (cap.) 10 Finlay Christie 9 Hoskins Sotutu 8 Adrian Choat 7 Akira Ioane 6 Tom Robinson 5 Josh Goodhue 4 Nepo Laulala 3 Kurt Eklund 2 Alex Hodgman 1 Remplaçants Soane Vikena 16 Karl Tuʻinukuafe 17 Ofa Tu'ungafasi 18 Luke Romano 19 Dalton Papali'i 20 Sam Nock 21 Bryce Heem 22 Zarn Sullivan 23 Entraîneur Leon MacDonald |  |  |  | Crusaders Titulaires 15 Will Jordan 14 Sevu Reece 13 Jack Goodhue 12 David Havili 11 Leicester Fainga'anuku 10 Richie Mo'unga 9 Bryn Hall 8 Cullen Grace 7 Tom Christie 6 Pablo Matera 5 Sam Whitelock 4 Scott Barrett (cap.) 3 Oli Jager 2 Codie Taylor 1 George Bower Remplaçants 16 Brodie McAlister 17 Tamaiti Williams 18 Fletcher Newell 19 Quinten Strange 20 Corey Kellow 21 Mitchell Drummond 22 Braydon Ennor 23 George Bridge Entraîneur Scott Robertson |

## Statistiques
Les statistiques incluent la phase finale.

### Meilleurs réalisateurs
| Rang | Joueur           | Club       | Points |
| ---- | ---------------- | ---------- | ------ |
| 1    | Stephen Perofeta | Blues      | 129    |
| 2    | Richie Mo'unga   | Crusaders  | 126    |
| 3    | Bryn Gatland     | Chiefs     | 122    |
| 4    | Jordie Barrett   | Hurricanes | 118    |
| 4    | Noah Lolesio     | Brumbies   | 118    |
| 6    | Teti Tela        | Drua       | 93     |
| 7    | James O'Connor   | Reds       | 87     |
| 8    | Matt Toomua      | Rebels     | 78     |
| 9    | Tane Edmed       | Waratahs   | 76     |
| 10   | Ian Prior        | Force      | 75     |

### Meilleurs marqueurs
| Rang | Joueur                 | Club       | Essais |
| ---- | ---------------------- | ---------- | ------ |
| 1    | Sevu Reece             | Crusaders  | 10     |
| 1    | Leicester Fainga'anuku | Crusaders  | 10     |
| 1    | Will Jordan            | Crusaders  | 10     |
| 4    | Josh Moorby            | Hurricanes | 9      |
| 4    | Tom Wright             | Brumbies   | 9      |
| 6    | Jock Campbell          | Reds       | 8      |
| 7    | Caleb Clarke           | Blues      | 7      |
| 7    | Lachlan Lonergan       | Brumbies   | 7      |
| 7    | Alex Nankivell         | Chiefs     | 7      |
| 7    | Mark Nawaqanitawase    | Waratahs   | 7      |
| 7    | Salesi Rayasi          | Hurricanes | 7      |